# Международен ден на Франкофонията
Международният ден на Франкофонията (на френски: Journée internationale de la Francophonie) се отбелязва всяка година на 20 март. Той е празник на френския език и култура, както и на ценностите мир, демокрация, права на човека, толерантност, солидарност, езиково и културно разнообразие, който се отбелязва от франкофоните по цял свят.
Отбелязва се в 77 страни по света, като 56 от държавите са членки на Международната организация на Франкофонията, а останалите 14 са страни наблюдателки. Населението на тези страни е общо над 890 млн. души, а над 200 млн. от тях говорят френски език. Също така, те представляват над една трета от държавите членки на Организацията на обединените нации.
През 1993 г. на остров Мавриций е проведена петата франкофонска среща. На нея България става пълноправен член на организацията.
Франкофонската дейност в България в началото се води от Министерство на културата, а от 1995 г. Министерство на външните работи наследява дейността като Национален координатор по Франкофонията.